# Oxalis ericoides
Oxalis ericoides là một loài thực vật có hoa trong họ Chua me đất. Loài này được R. Knuth mô tả khoa học đầu tiên năm 1930.